# Alexander Eggermont
Alexander Maximiliaan Marie Eggermont (* 27. Februar 1952 in Amsterdam) ist ein niederländischer Onkologe und Chirurg am Princess Máxima Centrum für Kinderonkologie (engl. Princess Maxima Center) in Utrecht.

## Leben und Wirken
Eggermont studierte von 1971 bis 1979 an der Vrije Universiteit Amsterdam Medizin, unterbrochen von einem Forschungsaufenthalt am Institut Parisien de Chimie Moléculaire in Paris. Seine Facharztausbildung zum Chirurgen absolvierte er von 1981 bis 1987 am Universitätskrankenhaus Rotterdam-Dijkzigt, wiederum unterbrochen von einem Forschungsaufenthalt am National Cancer Institute in Bethesda, Maryland. 1987 promovierte er an der Erasmus-Universität Rotterdam mit einer Arbeit zur Tumorimmunologie.
Von 1988 bis 2011 war Eggermont Chefarzt für Chirurgie am Daniel den Hoed-Krebszentrum, von 1994 bis 2011 Leiter des dortigen Labors für experimentelle Chirurgie. Von 2000 bis 2011 war er Leiter der Abteilung für onkologische Chirurgie der Erasmus-Universität, von 2003 bis 2016 hatte er dort die Professur für chirurgische Onkologie inne. Von 2010 bis 2019/2020 war Eggermont Direktor des Institut Gustave Roussy in Villejuif nahe Paris und von 2012 bis 2020 hatte er eine Professur für Onkologie an der Universität Paris-Süd inne. Seit Oktober 2019 ist Eggermont als Nachfolger von Hans Clevers wissenschaftlicher Direktor (Chief Scientific Officer, CSO) des Princess Máxima Centrum für Pädiatrische Onkologie in Utrecht.
Eggermont hat wichtige Beiträge zur Entwicklung von interdisziplinären onkologischen Versorgungsstrukturen und für die Initiierung von Onkologischen Spitzenzentren (Comprehensive Cancer Center) auch in Deutschland geleistet. Seine eigenen Forschungsschwerpunkte liegen im Bereich der Weichteil- und Hauttumore (Sarkome und maligne Melanome), der Krebsimmuntherapie und der Arzneimittelentwicklung.
Eggermont ist (Stand 2020) leitender Herausgeber des European Journal of Cancer. Er selbst ist Autor oder Co-Autor von über 900 wissenschaftlichen Publikationen (Stand 2020). Er hat laut Google Scholar einen h-Index von 121, laut Datenbank Scopus einen von 103 (jeweils Stand Juni 2020). Er war von 2010 bis 2020 Präsident der European Academy of Cancer Sciences und von 2014 bis 2020 des Cancer Core Europe.
Eggermont wurde 2015 Ritter der französischen Ehrenlegion und 2018 Ehrendoktor der Universität Duisburg-Essen. Er erhielt 2019 den Deutsche Krebshilfe Preis zugesprochen.